# Rutka (powiat suwalski)
Rutka – wieś w Polsce położona w województwie podlaskim, w powiecie suwalskim, w gminie Jeleniewo.
W latach 1975–1998 miejscowość należała administracyjnie do województwa suwalskiego.

## Obiekty zabytkowe
- cmentarz wojenny z I wojny światowej, nr rej.:331 z 10.03.1983[7].